# Meskiana
Meskiana (în arabă مسكيانة) este o comună din provincia Oum El Bouaghi, Algeria.
Populația comunei este de 28.315 locuitori (2008).